# 比金 (俄罗斯)
比金（俄语：Бики́н）是俄罗斯哈巴罗夫斯克边疆区的城市，元朝属阿速古儿千户所，明朝设失儿兀赤卫，清朝称毕歆。位于哈巴罗夫斯克（伯力）西南230公里，比金河（乌苏里江支流）沿岸。人口19,600人（2005年估计）；19,641人（2002年人口普查）。该地于1885年建立，1938年升格为城镇。
1. ↑  谭其骧.  1996年再版. 北京: 中国地图出版社. 1982-10-01. ISBN 9787503118449.